# Blanche (chanteuse)
Pour les articles homonymes, voir Blanche.
Blanche, de son vrai nom Ellie Delvaux, est une chanteuse belge née le 10 juin 1999. 
Elle a été révélée lors de sa participation à la saison 5 de The Voice Belgique en 2016. Par la suite elle a été choisie pour représenter la Belgique au Concours Eurovision de la chanson 2017 qui s'est déroulé à Kiev, avec sa chanson City Lights. 

## Vie privée
Ellie Delvaux est née le 10 juin 1999 en Belgique. Très jeune, Ellie, inspirée par son grand frère lui aussi chanteur sous le nom d'Oliver Lord, chante et apprend à jouer de la guitare et du piano.
Son nom de scène, Blanche, est en fait son troisième prénom, le deuxième étant Noa,.

## Carrière

### The Voice Belgique
En janvier 2016, âgée de 16 ans, elle est sélectionnée pour la saison 5 de The Voice Belgique, et passe les « Blind Auditions » en interprétant la chanson Daydreamer d’Adele. Sur quatre jurés, deux se retournent, et elle choisit d’intégrer l’équipe des Cats on Trees,.
Durant les « Battles » (duels), elle chante Creep du groupe Radiohead avec Charlotte Villers. Leur interprétation jugée poignante suscitera quelques larmes chez le jury. Ce dernier décidera finalement d'éliminer Charlotte, permettant à Ellie de continuer.
Lors de la seconde soirée des « Lives », elle chante Running with the Wolves d'Aurora, et est sauvée par le coach, lui permettant d’accéder à la soirée suivante. C’est lors des quarts de finale qu’elle sera éliminée, avec son interprétation de Runnin' (Lose It All) de Naughty Boy.
| Performed      | Song                    | Original artist |
| -------------- | ----------------------- | --------------- |
| Blind audition | Daydreamer              | Adele           |
| Duels          | Creep                   | Radiohead       |
| Semaine 1      | Running with the Wolves | Aurora          |
| Semaine 2      | Runnin' (Lose It All)   | Naughty Boy     |

### Concours Eurovision de la chanson 2017

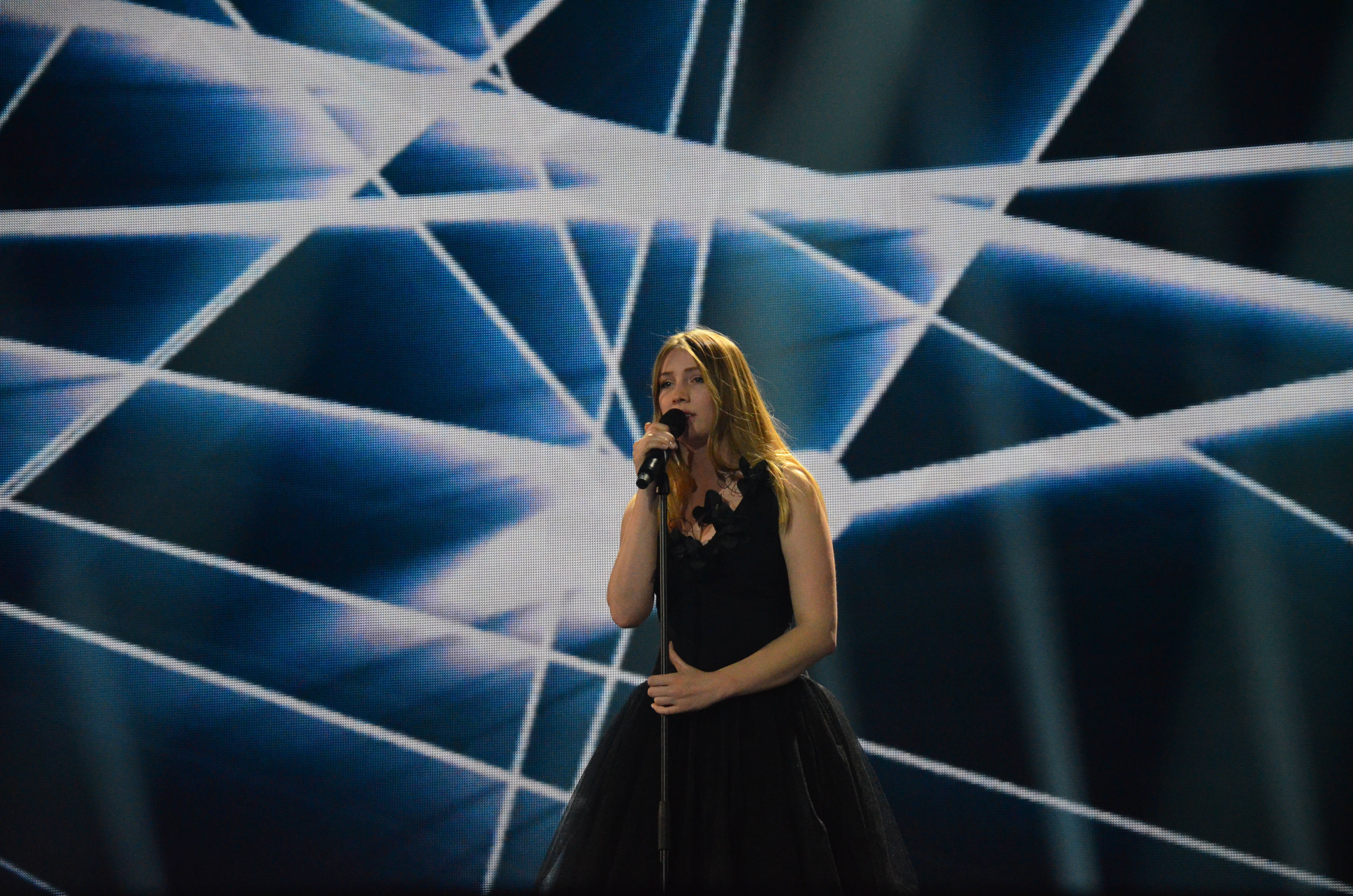
Blanche pendant les répétitions de l'Eurovision.

Après sa participation à The Voice Belgique, elle est repérée par Pierre Dumoulin, leader du groupe Roscoe. Ce dernier lui compose la chanson City Lights (Les Lumières de la Ville), avec laquelle elle prend le nom de scène Blanche (qui est son troisième prénom),. 
La chanson est repérée par la sélection nationale belge pour l'Eurovision, et c'est ainsi que le 22 novembre 2016, la RTBF annonce qu'elle a choisi Blanche et son titre, pour représenter la Belgique au Concours Eurovision de la chanson 2017 à Kiev, en Ukraine,.
Le titre et son clip sont dévoilés le 8 mars 2017, et dès lors Blanche apparaît comme l'une des grandes  favorites du concours. Malgré une chute au classement des favoris,, elle se classe à la 4e place lors de la 1re demi-finale le 9 mai 2017, lui permettant d'accéder à la finale.
Le 12 mai 2017, lors d'une conférence de presse, Blanche et Pierre Dumoulin reçoivent un disque d'or pour City Lights.
Lors de la finale qui a lieu le 13 mai 2017, elle finit également 4e avec 363 points, derrière la Moldavie,.

### L'après Eurovision

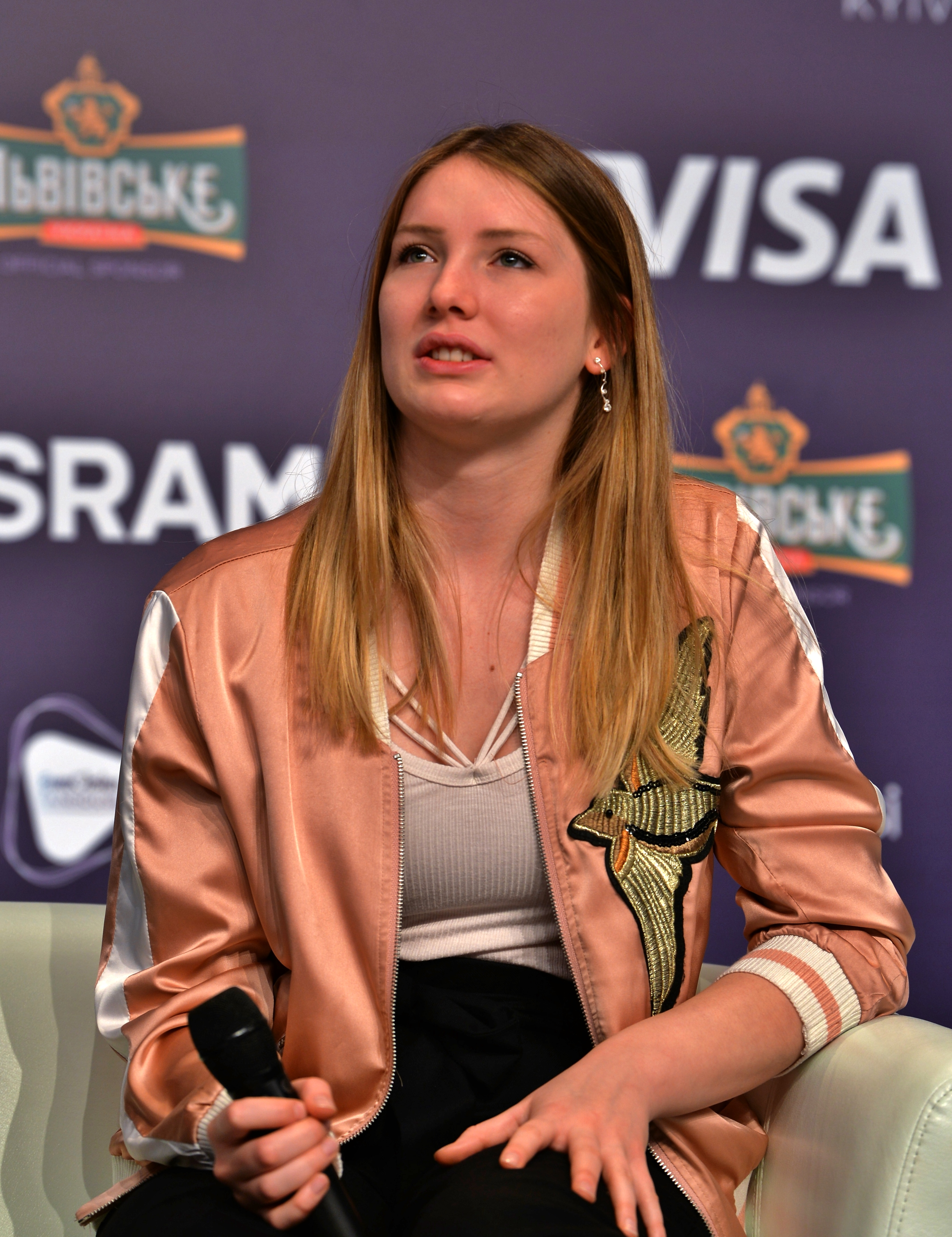
Blanche lors d'une interview au Concours Eurovision de la chanson 2017 à Kiev.

Début 2018, Blanche, qui prépare un nouvel album, se voit décerner plusieurs prix, notamment en Belgique.
Le 26 janvier 2018, lors de la soirée des D6Bels Music Awards, récompensant les meilleurs artistes de l'année et organisée par la RTBF, elle est récompensée par le public dans la catégorie "Pop", ainsi que par les professionnels de la musique dans la catégorie "Révélation".
Quelques jours plus tard, le 30 janvier 2018, elle reçoit 2 récompenses lors des Music Industry Awards (MIA) organisés par la télévision publique flamande VRT et Kunstenpunt, dans les catégories "Révélation de l'Année" et "Hit de l'Année" pour la chanson City Lights,.
Le 17 janvier 2018, elle reçoit également un prix lors de la cérémonie des European Border Breakers Award (EBBA), qui s'est déroulée à Groningue.
Le 27 avril 2018, elle se produit au Botanique, lors du festival Nuits Botanique, dévoilant des titres de son premier album qu'elle annonce pour 2019.
Le 24 mai 2018, lors de l'émission Van Gils & gasten (nl) diffusée sur la chaîne de télévision flamande Één, Blanche dévoile son nouveau single Wrong Turn. Premier single de son premier album prévu pour 2019, il sort officiellement en Belgique le 25 mai 2018. Comme pour City Lights, le morceau est issu de la collaboration entre Blanche et Pierre Dumoulin. Le 20 juillet 2018 sort le single Soon, deuxième extrait de l'album à venir. Cette année-là, Blanche reçoit l'octave "artiste de l'année" en compagnie d'Angèle  lors des Octaves de la musique.

### Album «Empire»
Le 1er avril 2020, Blanche annonce que la sortie de son premier album Empire serait retardée jusqu'au 29 mai 2020, en raison de la pandémie de coronavirus.

## Discographie

### Singles
| City Lights                                 | 2017 | 1  | 2  | 14 | 35 | 38 | 39 | 21 | 18 | 24 | - BEA: 2x Platinum | à venir |
| Wrong Turn                                  | 2018 | —  | 75 | —  | —  | —  | —  | —  | —  | —  |                    | à venir |
| Soon                                        | 2018 | —  | 82 | —  | —  | —  | —  | —  | —  | —  |                    | Empire  |
| Moment                                      | 2018 | 63 | 22 | —  | —  | —  | —  | —  | —  | —  |                    | à venir |
| Empire                                      | 2020 | —  | —  | —  | —  | —  | —  | —  | —  | —  |                    | Empire  |
| Fences                                      | 2020 | —  | 67 | —  | —  | —  | —  | —  | —  | —  |                    | Empire  |
| 1, 2, Miss You                              | 2020 | —  | —  | —  | —  | —  | —  | —  | —  | —  |                    | Empire  |
| "—" montre que le single n'a pas été classé |      |    |    |    |    |    |    |    |    |    |                    |         |